# Накаси

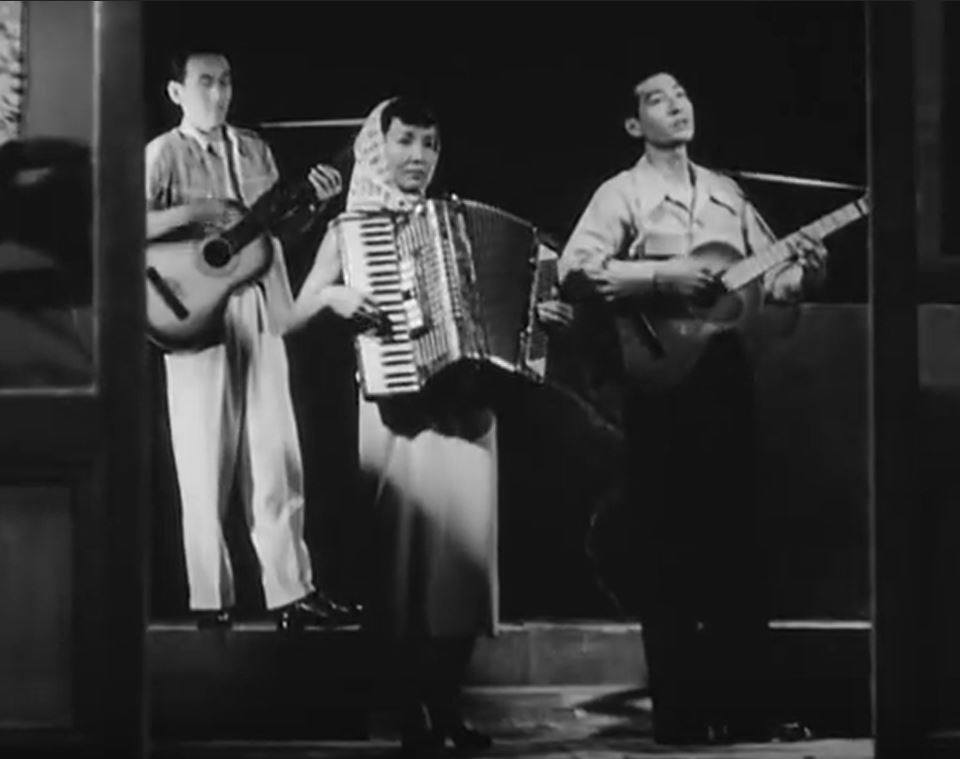
Исполнение накаси в японском художественном фильме 1953 года «Токийская повесть»

Накаси (кит. 那卡西, пиньинь nàkǎxī) или нагаси (яп. 流し нагаси) — традиционный исполнительский жанр популярной музыки в Японии и на Тайване, стереотипно связанный с элементами культуры рабочего класса, представители которого любили отдыхать в старых чайных и барах. Одно из объяснений предполагает, что это слово описывает странствующий образ жизни музыкантов накаси, которые традиционно путешествовали из одной чайной в другую, и дословно «перетекали как вода».
Линь Шэн-сян (林生祥) описал этот стиль как «очень деревенский и при этом городской жанр, обычно под аккомпанемент клавишных, которые потом заменил аккордеон, и барабанов». Данная форма исполнительского искусства стала любимым жанром у простых слушателей, выходцев из рабочей среды. В его честь названа одна из самых известных групп Blackhand Nakasi.
На Тайване первоначальная популярность накаси тесно связана с культурой онсэнов в районе Бэйтоу, поэтому он считается родиной накаси. В период японского правления в местных отелях на горячих источниках, которыми управляли японцы, плата была выше, а выступления гейш проходили под аккомпанемент сямисэна; в более дешёвых заведениях тайваньцев, где плата была ниже, представления в основном основывались на народной музыке и местных балладах. Самый ранний стиль исполнения накаси был импровизацией. Один человек играл на инструменте, а другой пел. Позже появилась услуга приема гостей для пения. На пике своего развития было обычным делом, когда два музыканта подбирали певицу. Позднее добавились музыкальные инструменты западного стиля, такие как аккордеон, гитара и саксофон, а позже превратился в электронные музыкальные инструменты, такие как электрогитара и электроорган.
В период своего расцвета в 1980-х годах в каждом отеле с горячими источниками в Бэйтоу было от 3 до 7 ансамблей накаси, а во всем районе горячих источников насчитывалось до сотен ансамблей. В дополнение к популярным балладам того времени, существовали также музыкальные произведения с адаптированными для тайваньских слушателей текстами японских песен. Музыкантам накаси приходилось запоминать тысячи песен, чтобы справиться с запросами гостей, родным языком которых мог быть китайский, тайваньский, кантонский, английский, японский и т. д. После того, как гости заказывали песню, музыкантам надо было сразу же исполнить её.
После 1990-х годов, в связи с новыми правилами по борьбе с проституцией, последствиями экономического спада, индустрия горячих источников в Бэйтоу начала приходить в упадок; в сочетании с ростом популярности караоке и KTV традиция исполнения накаси постепенно пришла в упадок.